# Muzeum w Praszce
Muzeum w Praszce – muzeum położone w Praszce. Placówka jest miejską jednostką organizacyjną.
Pierwsze próby utworzenia w Praszce muzeum podejmowane były w okresie międzywojennym. Wówczas to zgromadzono kolekcję, umieszczoną w Bibliotece Miejskiej, na którą składały się m.in. zbiory archeologiczne (ceramika z grobów kultury łużyckiej) oraz historyczne, m.in. z okresu powstania styczniowego oraz powstań śląskich. Kolekcja ta uległa rozproszeniu podczas II wojny światowej. 

Ponownie do idei utworzenia muzeum regionalnego powrócono w 1975 roku, dzięki zaangażowaniu prof. Konrada Jażdżewskiego, ówczesnego dyrektora Muzeum Archeologicznego i Etnograficznego w Łodzi. On to przekazał na potrzeby muzeum odziedziczony budynek przy Placu Grunwaldzkim 15. Ostatecznie placówkę otwarto w 1980 roku. 
Na zbiory muzeum składają się obecnie następujące ekspozycje: 
- biograficzna, związana z osobą prof. Konrada Jażdżewskiego,
- przyrodnicza i mineralogiczna,
- archeologiczna i historyczna, obejmująca pradzieje okolic miasta, jego późniejszą historię aż po okres powstań śląskich i plebiscytów, a także dzieje tutejszego przemysłu,
- etnograficzna, ukazująca kulturę ludową okolicy, w tym przedmioty codziennego użytku oraz sztukę ludową (rzeźbiarstwo, kowalstwo artystyczne, sztuka sakralna),
- zabytkowa apteka z wyposażeniem z XIX i początków XX wieku.

Muzeum jest obiektem całorocznym, czynnym z wyjątkiem poniedziałków. Wstęp jest płatny. 
W przymuzealnym ogrodzie od 2002 roku ustawiony jest zabytkowy parowóz wąskotorowy Px48 wraz z tendrem i wagonem osobowym typu 1Aw. Jest to lokomotywa, która do końca sierpnia 1987 roku kursowała na trasie Praszka-Wieluń w ramach Wieluńskiej Kolei Dojazdowej. Wcześniej stanowiła własność Muzeum Kolejnictwa w Warszawie.